# Honda FC Sport
Honda FC Sport – koncepcyjne auto przyszłości napędzane wodorem i silnikiem elektrycznym (podobnie do Honda FCX Clarity) nie emitujące do otoczenia spalin z napędem na cztery koła zaprojektowane przez amerykański dział rozwoju Hondy w Kalifornii. Ogniwa paliwowe auta umieszczono pomiędzy siedzeniami pasażerów a silnik elektryczny nad tylnym zawieszeniem.
Wnętrze auta jest bardzo nietypowe, zaprojektowane na wzór McLaren F1. Kierowca umieszczony jest centralnie, zaś pasażerowie z tyłu.